# Young Vivian
Mititaigimimene Young Vivian (ur. 12 listopada 1935) – polityk, od 1 maja 2002 do 19 czerwca 2008 premier Niue, przedstawiciel Niuańskiej Ludowej Partii.
Od 1 lipca 1979 do 3 czerwca 1982 był sekretarzem generalnym Komisji Południowego Pacyfiku. 12 grudnia 1992 Vivian zastąpił Roberta Rexa na stanowisku premiera Niue i sprawował urząd do 9 marca 1993. Następnie w 2002 roku ponownie został premierem tego kraju. 18 czerwca 2008 na stanowisku zastąpił go Toke Talagi.